# آیناز آذرهوش
آیناز آذرهوش (زادهٔ ۱۸ بهمن ۱۳۶۷ تهران) بازیگر سینما و تئاتر اهل ایران است.

## فیلم‌شناسی

### سینما
| سال تولید | نام فیلم    | کارگردان     | نقش    | منبع                    |
| --------- | ----------- | ------------ | ------ | ----------------------- |
| ۱۳۹۶      | خوک         | مانی حقیقی   | آلما   | [ ۱ ] [ ۲ ] [ ۳ ] [ ۴ ] |
| ۱۳۹۲      | ماهی و گربه | شهرام مکری   | پروانه | [ ۵ ]                   |
| ۱۳۸۹      | خانه پدری   | کیانوش عیاری | طاهره  | [ ۶ ]                   |

### تئاتر
- شنیدن کاری از امیررضا کوهستانی (۱۳۹۴)[۷][۸][۹][۱۰][۱۱][۱۲][۱۳]
- طناب (به کارگردانی نصیر ملکی جو) (۱۳۹۷)